# Strada statale 77 (Polonia)
La strada statale 77 (sigla DK 77, in polacco droga krajowa 77) è una strada statale polacca che attraversa il Paese da Lipnik a Przemyśl.